# Десантне (Калінінградська область)
Десантне (рос. Десантное) — селище Славського району, Калінінградської області Росії. Входить до складу Большаковського сільського поселення.
Населення —  84 особи (2015 рік). 

## Населення
| 2002 | 2010 |
| ---- | ---- |
| 82   | ↗84  |